# Epidapus johannseni
Epidapus johannseni är en tvåvingeart som beskrevs av Shaw 1953. Epidapus johannseni ingår i släktet Epidapus och familjen sorgmyggor.
Artens utbredningsområde är Connecticut. Inga underarter finns listade i Catalogue of Life.